# Hans Werner Ingensiep
Hans Werner Ingensiep (* 1953) ist ein deutscher Autor, Philosoph und Herausgeber wissenschaftlicher Literatur.
Er ist Professor an der Universität Duisburg-Essen. Seinen Beschäftigungsschwerpunkt bilden Themen aus dem Bereich der Bioethik, Naturphilosophie und Anthropologie.

## Leben
Ingensiep studierte an der Friedrich-Wilhelms-Universität Bonn und promovierte dort im Jahr 1983 über die Wirkung von Phytohormonen.
Zwischen 1983 und 1986 war er wissenschaftlicher Mitarbeiter im Institut für Genetik der Universität Bonn, später wechselte er ins Wissenschaftszentrum Nordrhein-Westfalen in Essen, wo er von 1990 bis 1996 tätig war.
Im Jahr 1995 habilitierte er und erhielt die Lehrbefugnis im Bereich Philosophie und Wissenschaftsgeschichte.
Schließlich wurde er 2003 außerplanmäßiger Professor an der Universität Duisburg-Essen.
Ingensiep setzt sich in seiner Arbeit mit verschiedenen naturphilosophischen Aspekten auseinander. Besondere Aufmerksamkeit schenkt er der Bioethik, beispielsweise im Zusammenhang mit der menschlichen Ernährung. Ingensiep beschäftigt sich mit der kulturellen Wahrnehmung von Menschenaffen sowie dem Mensch-Affe-Verhältnis, insbesondere mit dessen Bedeutung in der Philosophie.
Daneben hat sich Ingensiep mit dem Werk Immanuel Kants im Bezug auf naturphilosophische Themen auseinandergesetzt.

## Veröffentlichungen (Auswahl)
- Geschichte der Pflanzenseele. Philosophische und biologische Entwürfe von der Antike bis zur Gegenwart. Kröner, Stuttgart 2001
- Der kultivierte Affe. Philosophie, Geschichte, Gegenwart. S. Hirzel Verlag, Stuttgart 2012
- mit Heike Baranzke: Das Tier. Grundwissen Philosophie. Reclam, Stuttgart 2008
- als Hrsg. mit Theda Rehbock (Hrsg.): „Die rechten Worte finden …“ Sprache und Sinn in Grenzsituationen des Lebens. Königshausen & Neumann. Würzburg 2009, ISBN 978-3-8260-3976-8.
- Wie sind wir auf die Hand gekommen? Zur Natur- und Kulturgeschichte der Hand, Institut für Philosophie, Universität Duisburg-Essen, (pdf)